# Cantón de Hérimoncourt
El cantón de Hérimoncourt era una división administrativa francesa, que estaba situada en el departamento de Doubs y la región de Franco Condado.

## Composición
El cantón estaba formado por quince comunas:
- Abbévillers
- Autechaux-Roide
- Blamont
- Bondeval
- Dannemarie
- Écurcey
- Glay
- Hérimoncourt
- Meslières
- Pierrefontaine-lès-Blamont
- Roches-lès-Blamont
- Seloncourt
- Thulay
- Vandoncourt
- Villars-lès-Blamont

## Supresión del cantón de Hérimoncourt
En aplicación del Decreto n.º 2014-240 de 25 de febrero de 2014, el cantón de Hérimoncourt fue suprimido el 22 de marzo de 2015 y sus 15 comunas pasaron a formar parte; doce del nuevo cantón de Maîche y tres del nuevo cantón de Audincourt.